# Cerkev sv. Antona Puščavnika, Bilbao
Cerkev sv. Antona Puščavnika je katoliška cerkev v starem mestnem jedru mesta Bilbao v Španiji. Posvečena je Antonu Puščavniku, v španščini znanem kot San Antón. Skupaj z mostom San Antón je prikazan v mestnem grbu. Pod mostom teče estuarij Bilbaa.

## Zgodovina
Cerkev je bila zgrajena konec 15. stoletja na parceli, kjer je bilo tristo let skladišče. Od 17. julija 1984 velja za kulturno dobro v kategoriji Nacionalni zgodovinsko-umetniški spomenik.
Leta 1300 je Diego López de Haro izdal občinsko listino. Reka in parcela sta bili povezani z novo vasjo, imenovano Bilbao. Nekateri trdijo, da je Alfonz XI. Kastiljski leta 1334 ukazal zgraditi trdnjavo in obzidje, ki sta bila uporabljena kot nasip proti poplavi. Leta 2002 so z arheološkim izkopavanjem odkrili zid, vendar trditev še vedno ni dokončna.
Nekaj pozneje je ti dve stavbi zamenjala cerkev, posvečena opatu svetemu Antonu. Cerkev je bila posvečena leta 1433. Takrat je imela cerkev samo eno ladjo s pravokotnim tlorisom in obokan strop. Danes so vidni stari temelji cerkve blizu starega zidu Bilbaa.
Leta 1478 so začeli nov projekt za povečanje cerkve, ker je bila obstoječa majhna, skupnost zvestih ljudi pa se je povečevala. Ta širitev je bila v gotskem slogu končana v prvi polovici 16. stoletja.
V zgodovini je ta cerkev utrpela veliko škode in je bila dvakrat zaprta. Glavni vir škode je bila reka Nervión, saj je cerkev zelo blizu nje. V zgodovini se je zgodilo veliko poplav in del opreme v notranjosti je bil prizadet. Zadnja poplava je bila leta 1983 in je prizadela cerkev; uničila je pohištvo, vlečna vrata in ograje.
Med vojno cerkev utrpi veliko škode zaradi bombardiranja in požara, še posebej med karlističnimi vojnami. Zaradi te vojne se je morala cerkev zapreti, saj je bila uporabljena kot skladišče za upravljanje. Drugič se je moral sveti Anton zapreti leta 1881. To je bila posledica porušenega stanja cerkve. Ta obnova, ki jo je opravil Sabino Goikoetxea, je bila zelo polemična, ker je spremenil veliko izvirnih stvari.

## Opis
Sedanja cerkev je sestavljena iz treh ladij s po štirimi travejami, pokrite z rebrastim obokom, preprostim v stranskih ladjah in sestavljenim v glavni ladji; bolj dodelano rebro z dvojnimi terceleti pokriva glavno kapelo. Vsi podporni loki so koničasti, razen tistih iz prve traveje, ki so polovični. Stebri so valjasti, na katere so pritrjeni služniki, ki zbirajo rebra oboka in pilastre za oblikovalne oboke. Na stene so pritrjeni pol-stebri podobnega pristopa. Vsi imajo gladke tekoče kapitele, razen evangelijske ladje (severne), okrašene s kroglami. S to strogostjo se lomijo le konzole prvega dela ladje in tisti pod korom, okrašeni z zoološkimi motivi.
Na stenah, ki zapirajo osrednjo ladjo, je pod okni triforij ozkih razsežnostih v obliki tekoče galerije, ki prečka tudi steno, ki zapira glavno kapelo. Kot posebna značilnost cerkev nima apside ampak raven zaključek.
Glavna oltarna slika je postavljena brez zidov, ki jo sestavlja dvanajst elementov: sedem slik sodobnega umetnika iz Bilbaa Ignacia Garcíe Ergüina in med njimi razporejenih pet kiparskih motivov, in sicer: na predeli dva reliefa, ki predstavljata Umivanje nog in Zadnja večerja; v vmesnem delu dva kipa sv. Petra in sv. Pavla; na njimi pa križani Kristus. Kristus je zgodnejša rezbarija iz prve faze španske renesanse. Takoj za prezbiterijem je ob vhodnih vratih barvna lesena rezbarija sv. Antona, gotska iz 15. stoletja.
Tri zasebne kapele so po tem vrstnem redu financirali in zgradili provost Lezama-Leguizamón, Martínez de Recalde in Ibaseta.
Kapela Santa Lucía je najstarejša in njena dokumentacija sega v leto 1530. Konec 17. stoletja je postala uradna kapela konzulata. Njen dostop iz ladje je zaprt z izjemno rešetko iz 17. stoletja z dvema odsekoma, ki je na gracioznem grebenu obložena s ščitom provosta Leguizamóna. Tu je oltarna slika iz rokokoja iz zadnje tretjine 18. stoletja, na kateri je podoba Brezmadežnega spočetja in izrezljana sveta Agata na vrhu, preostali del oltarne slike Antonia Alloitizja, izklesan leta 1664. Na straneh na platnih sta pokrovitelja Biskaje, sveti Ignacij Lojolski in sveti Valentin Berriochoa, dela slikarja Manuela Losade leta 1907. Na eni od sten visi platno iz sredine 17. stoletja, ki predstavlja Jezusovo obrezovanje, presenetljivo postavljeno v betlehemski hlev in ne v tempelj, kot je to tradicionalno.
Kapela Nuestra Señora de la Piedad komunicira s prejšnjo. Njen oltar je iz leta 1554, čeprav sta oltarna slika in rešetka starejša. Je v renesančnem slogu in je iz leta 1538. Je eden najboljših primerov renesančnega železarstva v Biskaji. Oltarna slika Pieta je izjemno delo iz plateresco, ki prikazuje odnos z delom Guiota de Beaugranta, ki je bil morda avtor osrednjega motiva, izrazne podobe Pieta, ne pa tudi reliefe s predele in stranskih delov. Levo od oltarne slike je slika s prizoriščem obiska opata svetega Antona pri sv. Pavlu Puščavniku iz sredine 17. stoletja.
Kapela San Roque je zadnja kapela in najmanjša od treh. Titularni svetnik je predstavljen v gracioznem rezbarstvu, ki je razstavljeno v grobnici v slavoloku, verjetno delo dvornega kiparja Juana Pascuala de Mena, ki ga je moral narediti med svojim bivanjem v Bilbau med letoma 1754 in 1756, tako kot neposredni sveti Boštjan.
Pevska empora je bil zgrajena v zadnji četrtini 16. stoletja s posegi maestra Dominga de Garite in rezbarja Juana de Leteja. Na njej so orgle Cavaille-Coll v Parizu, izdelane leta 1901. Pod njo sta dve figuri sv. Kozme in sv. Damjana, ki ju je leta 1664 izklesal kipar Antonio de Alloitiz.

## Zunanjost
Cerkev sv. Antona v Bilbau ima tipično pročelje, ki ni enakega sloga cerkve, ki je gotska, temveč renesančnega sloga, nastalega v 16. stoletju. To je posledica ponavljajočih se reform, ki jim je bila podvržena cerkev in vsaka reforma je prispevala nekaj novega in značilnega za to dobo.
Za začetek je treba poudariti, da obstajajo značilnosti, ki ne pripadajo ne renesansi ne gotiki. Primer tega so loki vhoda. Ti loki se imenujejo krožni loki in so značilni za romanski slog; na vratih pa je še ena vrsta loka, ki je bila uporabljena konec 15. stoletja.
Resnično gotski in vidni element s katerega koli vidika so rebrasti oboki, ki so v celotni cerkvi, tako znotraj kot zunaj, čeprav v tem odstavku navajamo samo tiste zunaj.
Spredaj najdemo pročelje cerkve, ki gre od strani vrat navzgor do obokov. Omenjeno pročelje je bilo zgrajeno leta 1548, sorazmerno prostrano in bogato z vsemi okrasnimi elementi renesanse. Okoli loka opazimo majhne skulpture v nizkem reliefu z glavami, simbolom antropocentrizma, ki je prevladoval v renesančni dobi. Velika večina glav ima angelska krila; in ravno sredi vsega v osrednjem ključnem kamnu opazimo nekoliko večjo skulpturo kot druge, z obliko ščita in z letnico 1548, zabeleženo v njej, kot podpis graditelja.
Na vsaki strani vrat lahko vidimo še en tipičen primer renesanse, to je bila uporaba korintskih stebrov. Tisti, ki se pojavljajo v tej cerkvi, so v primerjavi z drugimi stavdbami majhni, vendar podpirajo vse svoje bistvo: korintski kapitel s pravokotnim obročkom in abakom ter akantovimi listi, nekateri naviti v obliki caulículos. Gred, ki jo najdemo v ožlebljenem slogu, konec gredi in nogo pa lahko vidimo s kiparskimi okrasi rastlin (v osnovi listi) in človeškimi upodobitvami.
In za konec najdemo dve niši, po eno na vsaki strani vrat, ki sta bili do leta 1892 prazni, in so ju z obnovo tistega leta napolnili s kipom sv. Petra in sv. Pavla.
Vsi ti elementi (niše, angeli, pokrovače, medaljoni, korintski stebri) so reprezentativni elementi renesančnega sloga 15. in 16. stoletja; vsi predstavljajo lepoto in naturalizem, in vsi oblikujejo veliko pročelje cerkve svetega Antona v Bilbau.

## Zvonik
Leta 1774 je Gabriel de Capelastegui začel gradnjo zvonika. Ta je moral nadomestiti prejšnjega. Stolp ima štirikotno telo, ki se dviga v bližini osrednje strehe. Nad njo najdemo zvonik, ki ga kronata kupola in svetlobnica. Ima bleščeč baročni dieciochesco slog, ki je eden najboljših primerov v celotni Baskiji. Vremenski petelin sega v leto 1775, konkretno je bil narejen 7. decembra istega leta.
Do vrha zvonika in do njegove balustrade, ki je presenetljivo geometrijsko natančna, se pride po 106 apnenčastih stopnicah. Od podnožja do svetlobnice je še 32 lesenih stopnic. 
Zvon, ki je nadomestil prejšnjega, Gospodovo obrezovanje, je padel 29. junija 1779. Sedanji ima naslednji napis: IHS. San Antonio Abad. Ora pro nobis, Antonio de la Hoza me Hizo. 1829.
Zadnji prispevki so iz leta 1902: nov portik pred ulico Ronda, nova zakristija in veliki župnijski prizidki. Gradnja portika in pročelja, ki je obrnjeno proti mostu, je dobra odločitev arhitekta Enriqueja Epalze, da ju je naredil v Izabelini gotiki, pri čemer se je izognil temu, da bi nasprotoval slogu templjev.